# Gaspard-François Toustain de Richebourg
Pour les articles homonymes, voir Toustain.
Gaspard François Toustain de Richebourg (1716-1799) est une personnalité du XVIIIe siècle, officier supérieur français qui se reconvertit dans la littérature historique. 

## Biographie
Né le 22 février 1716 à Montivilliers (actuel lieu-dit de la commune d'Escrennes dans le Loiret), Gaspard est chevalier, sieur de Richebourg et de Saint-Martin-du-Manoir. 
Il commence une carrière militaire en prenant part à la guerre de succession de Pologne de 1733 à 1738. Il est présent lors de la guerre de succession d'Autriche en 1741 et de la guerre de Sept Ans entre 1756 et 1758. 
En entrant dans la seconde compagnie des Mousquetaires du Roi, il reçoit deux blessures à la bataille de Dettingen en 1743.
Revenu dans le pays de Caux, il assuma les fonctions de major-général des garde-côtes du Havre, avec le grade de lieutenant-colonel. Il fut également lieutenant des maréchaux de France au pays de Caux (Harfleur) pendant trente-quatre ans, de 1758 à 1792. 
Chevalier de Saint-Louis, il est également chevalier de Saint-Michel en 1758.
Il épouse successivement :
- en premières noces, en 1740, sa cousine Louise Émilie Toustain d'Escrennes, morte le 30 juillet 1742, de laquelle il eut une fille, elle aussi prénommée Louise Émilie ;
- en secondes noces, le 6 mai 1746, Élisabeth Charlotte Françoise Féra de Rouville, au diocèse de Sens, le 24 février 1713, ancienne élève (1720) de la Maison de Saint-Cyr, morte le 1er septembre 1791 à Saint-Martin-du-Manoir, dont il eut trois enfants, parmi lesquels le vicomte de Toustain-Richebourg.

Il est emprisonné sous la Terreur (à partir du 10 août 1792) et libéré le 28 juillet 1794.
Il meurt le 3 avril 1799 à Saint-Martin-du-Manoir .

## Œuvres
Les deux œuvres ci-dessous sont demeurées à l'état de manuscrits selon les frères Michaud :
- Dissertation sur l'origine, la forme et les changements successifs de l'échiquier et parlement de Normandie, depuis son établissement jusqu'à son érection en Parlement en 1499. (1766), primée par l'Académie de Rouen
- Estampe allégorique de l'échiquier de Normandie devenu sédentaire (1768)

Autres opuscules restés manuscrits (non datés) : 
- Histoire du parlement de Normandie depuis son origine jusqu'à 1715
- Mémoires sur la Pucelle d'Orléans
- Dissertation sur les grands-sénéchaux de Normandie
- Catalogue historique des vicomtes, baillis et sénéchaux de Normandie
- Généalogie détaillée de la famille de Toustain
- Recherches généalogiques et historiques sur la noblesse de Normandie